# 阿根廷时间
阿根廷的经度位置虽处于UTC-4时区，但实际上阿根廷时间使用UTC-3区时。阿根廷总统决定阿根廷联邦层级是否使用夏时制，但阿根廷是联邦制国家，所以经常有部分省份不会遵守联邦层级的授时规定。目前阿根廷不实行夏时制。阿根廷地理局负责国家时间的同步。

## 历史
1989年至1990年，1992年至1993年，1999年至2000年，2007年至2008年以及2008年至2009年期间的夏季，阿根廷的部分或全部国土上会受到夏时制的影响。
阿根廷官方授时标准首次制定于1894年9月25日。
1920年至1969年的官方时间在UTC-4和UTC-3之间变换。1974年至1993年的官方时间在UTC-3和UTC-2之间变换。1993年3月7日将阿根廷时间定为现行的UTC-3。

## 时区信息数据库
时区信息数据库的zone.tab记载的阿根廷各地区时:
1. America/Argentina/Buenos Aires（英语：America/Argentina/Buenos Aires） – Buenos Aires (BA, CF)
2. America/Argentina/Cordoba（英语：America/Argentina/Cordoba） – most locations (CB, CC, CN, ER, FM, MN, SE, SF)
3. America/Argentina/Salta（英语：America/Argentina/Salta） – (SA, LP, NQ, RN)
4. America/Argentina/Jujuy（英语：America/Argentina/Jujuy） – Jujuy (JY)
5. America/Argentina/Tucuman（英语：America/Argentina/Tucuman） – Tucuman (TM)
6. America/Argentina/Catamarca（英语：America/Argentina/Catamarca） – Catamarca (CT), Chubut (CH)
7. America/Argentina/La Rioja（英语：America/Argentina/La Rioja） – La Rioja (LR)
8. America/Argentina/San Juan（英语：America/Argentina/San Juan） – San Juan (SJ)
9. America/Argentina/Mendoza（英语：America/Argentina/Mendoza） – Mendoza (MZ)
10. America/Argentina/San Luis（英语：America/Argentina/San Luis） – San Luis (SL)
11. America/Argentina/Rio Gallegos（英语：America/Argentina/Rio Gallegos） – Santa Cruz (SC)
12. America/Argentina/Ushuaia（英语：America/Argentina/Ushuaia） – Tierra del Fuego (TF)